# Бельарык
Бельарык (каз. Беларық) — село в Меркенском районе Жамбылской области Казахстана. Входит в состав Таттинского сельского округа. Код КАТО — 315447200.

## Население
В 1999 году население села составляло 84 человека (49 мужчин и 35 женщин). По данным переписи 2009 года, в селе проживало 256 человек (130 мужчин и 126 женщин).